# تونتانژ
تونتانژ (به لوکزامبورگی: Tënten) یک شهرداری در استان مرش کشور لوکزامبورگ است که ۱۸٫۷۳ کیلومترمربع مساحت دارد و جمعیت آن در سال ۲۰۰۹ میلادی ۱۰۳۴ نفر بوده‌است.